# Apolodoro de Casandrea
Apolodoro fue tirano de la ciudad griega antigua de Casandrea (anteriormente Potidea) en la península de Palene .Al principio pretendió ser amigo del pueblo, pero cuando hubo obtenido su confianza,  formó una conspiración con el propósito de hacerse tirano, y adhirió a sus cómplices mediante ceremonias bárbaras descritas por Diodoro Sículo.
Cuando alcanzó su objetivo, aproximadamente en el 279 a. C., comenzó su reinado tiránico, con crueldad, rapacidad y desenfreno. Los antiguos lo mencionan con los más detestables tiranos.
Pero a pesar de los apoyos que suscitó a los galos, quienes entonces penetraban hacia el sur, fue incapaz de mantenerse en el poder, y en 276 o 275 a. C, fue derrotado con la ayuda del pirata Aminias el focidio y condenado a muerte por Antígono II Gónatas.